# 江西三墓
38°57′53″N 125°25′30″E / 38.96472°N 125.42500°E
江西三墓是位于朝鮮南浦特别市江西区域的三座陵墓的统称。属于高句丽墓葬群的一部分，在朝鲜民主主义人民共和国国宝中编号为28。

## 历史
江西三墓中，最大的墓有50米长、8.7米高；最小的墓有40米长、6.75米高；中型墓葬有45米长、7.8米高。墓中的壁画描绘着四个守护神形象。最大的坟墓中描绘着一条蓝色的龙和一条黑色的蛇龟混合体形象。中型墓葬中描绘着一只白虎和红色的凤凰。壁画很绚丽，体现了高句丽贵族生活的细节，包括舞蹈、摔跤和狩猎。

江西大墓的四神壁畫 - 青龍

江西三墓于1911年由日本考古学家发掘。